# Bradysia tritici
Bradysia tritici là một ruồi trong họ Sciaridae, thuộc chi Bradysia. Loài này được Coquillett miêu tả khoa học đầu tiên năm 1895.